# Cometas do Bispo
O Grêmio Recreativo Bloco Carnavalesco Cometas do Bispo é um bloco de enredo da cidade do Rio de Janeiro, sediado na Rua Joaquim Pizarro, nº 02, na Comunidade do Turano. Oficialmente, faz parte da Tijuca, embora próximo à divisa com o Rio Comprido. Seu nome é uma referência à Rua do Bispo, um famoso logradouro, que fica próxima à quadra. O bloco fi fundado em 29 de setembro de 1962. 

## História
Em 2010, desfilou em Bonsucesso com o enredo “Viagens extraordinárias através da leitura”, sendo 6º colocado do Grupo 3.
No ano de 2011, obteve a 3ª colocação, permanecendo no mesmo grupo. Em 2016, sob nova direção, conquistou o título de campeão, obtendo nota 10 em todos os quesitos. O bloco recebeu ainda os prêmios de melhor mestre sala, porta-estandarte e baianas, dados pela Federação dos Blocos. Em 2017 homenageou em seu desfile o radialista Rubem Confete.
Foi campeão do segundo grupo em 2019, voltando a desfilar no centro da cidade. Em 2020, homenageou o America Football Club (Rio de Janeiro).

## Segmentos

### Presidentes
| Nome            | Mandato           | Ref.  |
| --------------- | ----------------- | ----- |
| Mauro Mendes    | ? - 2015          | [ 3 ] |
| Marcelo Velasco | 2016 - atualidade | [ 2 ] |

### Diretores
| Ano  | Diretor de Carnaval                              | Diretor geral de harmonia | Mestre de bateria                                                 | Ref.  |
| ---- | ------------------------------------------------ | ------------------------- | ----------------------------------------------------------------- | ----- |
| 2017 | Francisco Silva do Nascimento "Chiquinho"        | Jorge Barra Funda         | Flavio Nascimento "Brecou", Alan Fernando, Hebert Martins e Ratão |       |
| 2019 |                                                  |                           | Flávio e Herbert Martins                                          | [ 4 ] |
| 2020 | Carlos Alberto Pereira Vianna “Carlinhos Vianna" |                           |                                                                   | [ 2 ] |

### Coreógrafo
| Ano  | Nome   | Ref.  |
| ---- | ------ | ----- |
| 2019 | Marcos | [ 4 ] |
| 2020 |        |       |

### Casal de Mestre-sala e Porta-bandeira
| Ano       | Nome                            | Ref.  |
| --------- | ------------------------------- | ----- |
| 2017-2019 | Cristhiano Lopes e Marluce Melo | [ 4 ] |
| 2020      |                                 |       |

### Intérpretes
| Carnavais | Intérprete oficial                               | Ref   |
| --------- | ------------------------------------------------ | ----- |
| 2010-?    | Henrique Balanshow                               |       |
| 2019      | Léo Simpatia, Nicolas Vianna e Ana Paula Polônio | [ 4 ] |
| 2020      | Léo Simpatia e Nícolas Vianna                    | [ 2 ] |

## Carnavais
| Ano  | Colocação       | Divisão                               | Enredo | Carnavalesco         | Ref.          |
| ---- | --------------- | ------------------------------------- | --- | -------------------- | ------------- |
| 2006 | 10º lugar       | Grupo 1 (primeira divisão dos blocos) | Em busca da sorte... Quem não arrisca, não petisca | Wanderlei Euzébio    |               |
| 2007 | 10º lugar       | Grupo 2 (segunda divisão dos blocos)  | Xangô, Cometas do Bispo faz uma homenagem a esse orixá | Wanderlei Euzébio    | [ 5 ]         |
| 2008 | 6º lugar        | Grupo 3 (terceira divisão dos blocos) | As Primaveras de Casimiro de Abreu | Wanderlei Euzébio    | [ 6 ]         |
| 2009 | 7º lugar        | Grupo 3 (terceira divisão dos blocos) | Os verdadeiros donos da terra chamada Brasil | Jorge da Iná         | [ 7 ]         |
| 2010 | 5º lugar        | Grupo 3 (terceira divisão dos blocos) | Viagens extraordinárias através da leitura | Oziene Furttado      | [ 8 ]         |
| 2011 | 3º lugar        | Grupo 3 (terceira divisão dos blocos) | Alegria, Alegria, O circo chegou, Sou Cometas do Bispo, Sim senhor | Comissão de Carnaval | [ 9 ]         |
| 2012 | Desclassificado | Grupo 3 (terceira divisão dos blocos) | Baila Comigo | Rui Xavier           | [ 10 ]        |
| 2013 | 4º lugar        | Grupo 4 (quarta divisão dos blocos)   | Oba! Chegou o carnaval | Rui Xavier           | [ 11 ]        |
| 2014 | Vice-Campeã     | Grupo 4 (quarta divisão dos blocos)   | Castro Alves, o Alvorecer da Liberdade! | Gilberto Félix       | [ 12 ]        |
| 2015 | 6º lugar        | Grupo 3 (terceira divisão dos blocos) | Ousar, Querer e Poder. Vamos vencer! Compositores:Jone de Oliveira, Jailson de Souza e Wilson Agostinho | Gilberto Félix       | [ 3 ]         |
| 2016 | Campeã          | Grupo 3 (terceira divisão dos blocos) | Em Terra de Careca, Quem Tem Cabelo É Rei | Gilberto Félix       | [ 13 ] [ 14 ] |
| 2017 | 5º lugar        | Grupo 2 (segunda divisão dos blocos)  | Rubem Confete: A voz do Samba | Gilberto Félix       |               |
| 2018 | 4º lugar        | Grupo 2 (segunda divisão dos blocos)  | Mãe | Oziene Furttado      |               |
| 2019 | Campeão         | Grupo B (segunda divisão dos blocos)  | Negra guerreira pérola mulher | Oziene Furttado      | [ 15 ] [ 4 ]  |
| 2020 | 4º lugar        | Grupo A (primeira divisão dos blocos) | P de Paixão! América nos nossos corações Compositores: Carlos Alberto Pereira Vianna “Carlinhos Vianna”, Almir Lopes da Silva “Almir Ha-há”, Henrique Silva da Costa “Balanshow”, Márcio de Almeida “Marcinho Poeta” e Alexandre Fiuza da Silva “Alexandre Fiuza” | Oziene Furttado      | [ 2 ]         |
| 2022 | 3° lugar        | Grupo 1 (primeira divisão dos blocos) | Eu sou Cometas | Oziene Furttado      |               |
| 2023 | 9º lugar        | Grupo 1 (primeira divisão dos blocos) | São Jorges |                      |               |
| 2024 | 7º lugar        | Grupo 1 (primeira divisão dos blocos) | Tons de Liberdade | Paulo Baron          |               |
| 2025 | 6º lugar        | Grupo 1 (primeira divisão dos blocos) | O Alquimista da Música | Paulo C. Baron       |               |

- Commons